# You Can't Do That on Stage Anymore, Vol. 5
You Can't Do That on Stage Anymore, Vol. 5 je dvojalbum sestavené z koncertních nahrávek kytaristy Franka Zappy. Disk 1 nahrál ještě se skupinou The Mothers of Invention v šedesátých letech 20. století a disk 2 nahrál již bez Mothers of Invention v roce 1982. Album bylo vydané v roce 1992.

## Seznam skladeb
Všechny skladby napsal Frank Zappa, pokud není uvedeno jinak.

### Disk 1
1. "The Downtown Talent Scout" – 4:01
2. "Charles Ives" – 4:37
3. "Here Lies Love" (Martin, Dobard) – 2:44
4. "Piano/Drum Duet" – 1:57
5. "Mozart Ballet" (Zappa, Wolfgang Amadeus Mozart) – 4:05
6. "Chocolate Halvah" (Lowell George, Roy Estrada, Zappa) – 3:25
7. "JCB & Kansas on the Bus #1" (Kanzus, Black, Kunc, Barber) – 1:03
8. "Run Home Slow: Main Title Theme" – 1:16
9. "The Little March" – 1:20
10. "Right There" (Estrada, Zappa) – 5:10
11. "Where Is Johnny Velvet?" – 0:48
12. "Return of the Hunch-Back Duke" – 1:44
13. "Trouble Every Day" – 4:06
14. "Proto-Minimalism" – 1:41
15. "JCB & Kansas on the Bus #2" (Kanzus, Black, Kunc, Barber) – 1:06
16. "My Head?" (MOI) – 1:22
17. "Meow" – 1:23
18. "Baked-Bean Boogie" – 3:26
19. "Where's Our Equipment?" – 2:29
20. "FZ/JCB Drum Duet" – 4:26
21. "No Waiting for the Peanuts to Dissolve" – 4:45
22. "A Game of Cards" (Zappa, Motorhead Sherwood, Art Tripp, Ian Underwood) – 0:44
23. "Underground Freak-Out Music" – 3:51
24. "German Lunch" (MOI) – 6:43
25. "My Guitar Wants to Kill Your Mama" – 2:11

### Disk 2
1. "Easy Meat" – 7:38
2. "The Dead Girls of London" (Zappa, L. Shankar) – 2:29
3. "Shall We Take Ourselves Seriously?" – 1:44
4. "What's New in Baltimore?" – 5:03
5. "Moggio" – 2:29
6. "Dancin' Fool" – 3:12
7. "RDNZL" – 7:58
8. "Advance Romance" – 7:01
9. "City of Tiny Lites" – 10:38
10. "A Pound for a Brown on the Bus" – 8:38
11. "Doreen" – 1:58
12. "Black Page, No. 2" – 9:56
13. "Geneva Farewell" – 1:38